# Éliminatoires de la Coupe du monde de football 2010, zone Amérique du Nord, Centrale et Caraïbes, troisième tour
Cet article donne les résultats du troisième tour de la zone Amérique du Nord, Centrale et Caraïbes pour les éliminatoires de la coupe du monde de football 2010.

## Groupe 1[1],[2]

### Résultats
| Rang | Équipe            | Pts | J | G | N | P | Bp | Bc | Diff |  | Résultats (▼ dom., ► ext.) |     |     |     |     |
| ---- | ----------------- | --- | - | - | - | - | -- | -- | ---- |  | -------------------------- | --- | --- | --- | --- |
| 1    | États-Unis        | 15  | 6 | 5 | 0 | 1 | 14 | 3  | +11  |  | États-Unis                 |     | 3-0 | 2-0 | 6-1 |
| 2    | Trinité-et-Tobago | 11  | 6 | 3 | 2 | 1 | 9  | 6  | +3   |  | Trinité-et-Tobago          | 2-1 |     | 1-1 | 3-0 |
| 3    | Guatemala         | 5   | 6 | 1 | 2 | 3 | 6  | 7  | -1   |  | Guatemala                  | 0-1 | 0-0 |     | 4-1 |
| 4    | Cuba              | 3   | 6 | 1 | 0 | 5 | 5  | 18 | -13  |  | Cuba                       | 0-1 | 1-3 | 2-1 |     |

### Détails des rencontres
| 20 août 2008 | Cuba        | 1 – 3 | Trinité-et-Tobago         | Estadio Pedro Marrero, La Havane                 |                                                  |
| 20:00 UTC-4  | Márquez 85e |       | Daniel 27e 61e · Glen 66e | Spectateurs : 4 000 Arbitrage : Benito Archundia | Spectateurs : 4 000 Arbitrage : Benito Archundia |
| 20:00 UTC-4  | Rapport     |       |                           | Spectateurs : 4 000 Arbitrage : Benito Archundia | Spectateurs : 4 000 Arbitrage : Benito Archundia |

| 20 août 2008 | Guatemala | 0 – 1 | États-Unis    | Estadio Nacional Mateo Flores, Guatemala           |                                                    |
| 20:10 UTC-6  |           |       | Bocanegra 69e | Spectateurs : 26 000 Arbitrage : Enrico Wijngaarde | Spectateurs : 26 000 Arbitrage : Enrico Wijngaarde |
| 20:10 UTC-6  | Rapport   |       |               | Spectateurs : 26 000 Arbitrage : Enrico Wijngaarde | Spectateurs : 26 000 Arbitrage : Enrico Wijngaarde |

| 6 septembre 2008 | Trinité-et-Tobago | 1 – 1 | Guatemala    | Stade Hasely-Crawford, Port of Spain           |                                                |
| 17:30 UTC-4      | Daniel 84e        |       | Gallardo 90e | Spectateurs : 9 500 Arbitrage : Roberto Moreno | Spectateurs : 9 500 Arbitrage : Roberto Moreno |
| 17:30 UTC-4      | Rapport           |       |              | Spectateurs : 9 500 Arbitrage : Roberto Moreno | Spectateurs : 9 500 Arbitrage : Roberto Moreno |

| 6 septembre 2008 | Cuba    | 0 – 1 | États-Unis  | Estadio Pedro Marrero, La Havane              |                                               |
| 20:10 UTC-4      |         |       | Dempsey 40e | Spectateurs : 12 000 Arbitrage : Joel Aguilar | Spectateurs : 12 000 Arbitrage : Joel Aguilar |
| 20:10 UTC-4      | Rapport |       |             | Spectateurs : 12 000 Arbitrage : Joel Aguilar | Spectateurs : 12 000 Arbitrage : Joel Aguilar |

| 10 septembre 2008 | États-Unis                            | 3 – 0 | Trinité-et-Tobago | Toyota Park, Bridgeview                            |                                                    |
| 19:10 UTC-5       | Bradley 10e · Dempsey 18e · Ching 57e |       |                   | Spectateurs : 11 452 Arbitrage : Courtney Campbell | Spectateurs : 11 452 Arbitrage : Courtney Campbell |
| 19:10 UTC-5       | Rapport                               |       |                   | Spectateurs : 11 452 Arbitrage : Courtney Campbell | Spectateurs : 11 452 Arbitrage : Courtney Campbell |

| 10 septembre 2008 | Guatemala                                      | 4 – 1 | Cuba        | Estadio Nacional Mateo Flores, Guatemala                 |                                                          |
| 20:00 UTC-6       | Ruíz 38e 55e · Rodríguez 85e · Contreras 90+1e |       | Linares 25e | Spectateurs : 30 000 Arbitrage : Marco Antonio Rodríguez | Spectateurs : 30 000 Arbitrage : Marco Antonio Rodríguez |
| 20:00 UTC-6       | Rapport                                        |       |             | Spectateurs : 30 000 Arbitrage : Marco Antonio Rodríguez | Spectateurs : 30 000 Arbitrage : Marco Antonio Rodríguez |

| 11 octobre 2008 | États-Unis                                                            | 6 – 1 | Cuba      | RFK Stadium, Washington                         |                                                 |
| 19:10 UTC-4     | Beasley 11e 31e · Donovan 48e · Ching 63e · Altidore 87e · Onyewu 90e |       | Muñoz 32e | Spectateurs : 20 293 Arbitrage : Roberto Moreno | Spectateurs : 20 293 Arbitrage : Roberto Moreno |
| 19:10 UTC-4     | Rapport                                                               |       |           | Spectateurs : 20 293 Arbitrage : Roberto Moreno | Spectateurs : 20 293 Arbitrage : Roberto Moreno |

| 11 octobre 2008 | Guatemala | 0 – 0 | Trinité-et-Tobago | Estadio Nacional Mateo Flores, Guatemala         |                                                  |
| 20:00 UTC-6     |           |       |                   | Spectateurs : 29 000 Arbitrage : Silviu Petrescu | Spectateurs : 29 000 Arbitrage : Silviu Petrescu |
| 20:00 UTC-6     | Rapport   |       |                   | Spectateurs : 29 000 Arbitrage : Silviu Petrescu | Spectateurs : 29 000 Arbitrage : Silviu Petrescu |

| 15 octobre 2008 | Cuba                             | 2 – 1 | Guatemala | Estadio Pedro Marrero, La Havane                  |                                                   |
| 20:00 UTC-4     | Colomé 45e (pen.) · Urgellés 90e |       | Pappa 80e | Spectateurs : 6 000 Arbitrage : Courtney Campbell | Spectateurs : 6 000 Arbitrage : Courtney Campbell |
| 20:00 UTC-4     | Rapport                          |       |           | Spectateurs : 6 000 Arbitrage : Courtney Campbell | Spectateurs : 6 000 Arbitrage : Courtney Campbell |

| 15 octobre 2008 | Trinité-et-Tobago             | 2 – 1 | États-Unis | Stade Hasely-Crawford, Port of Spain            |                                                 |
| 20:10 UTC-4     | Latapy 60e · Yorke 79e (pen.) |       | Davies 74e | Spectateurs : 19 000 Arbitrage : Walter Quesada | Spectateurs : 19 000 Arbitrage : Walter Quesada |
| 20:10 UTC-4     | Rapport                       |       |            | Spectateurs : 19 000 Arbitrage : Walter Quesada | Spectateurs : 19 000 Arbitrage : Walter Quesada |

| 19 novembre 2008 | Trinité-et-Tobago                  | 3 – 0 | Cuba | Stade Hasely-Crawford, Port of Spain               |                                                    |
| 21:10 UTC-4      | Jones 67e · Yorke 69e · Daniel 89e |       |      | Spectateurs : 18 000 Arbitrage : Enrico Wijngaarde | Spectateurs : 18 000 Arbitrage : Enrico Wijngaarde |
| 21:10 UTC-4      | Rapport                            |       |      | Spectateurs : 18 000 Arbitrage : Enrico Wijngaarde | Spectateurs : 18 000 Arbitrage : Enrico Wijngaarde |

| 19 novembre 2008 | États-Unis           | 2 – 0 | Guatemala | Dick's Sporting Goods Park, Commerce City        |                                                  |
| 18:10 UTC-7      | Cooper 53e · Adu 68e |       |           | Spectateurs : 9 303 Arbitrage : Benito Archundia | Spectateurs : 9 303 Arbitrage : Benito Archundia |
| 18:10 UTC-7      | Rapport              |       |           | Spectateurs : 9 303 Arbitrage : Benito Archundia | Spectateurs : 9 303 Arbitrage : Benito Archundia |

## Groupe 2[1],[3]

### Résultats
| Rang | Équipe   | Pts | J | G | N | P | Bp | Bc | Diff |  | Résultats (▼ dom., ► ext.) |     |     |     |     |
| ---- | -------- | --- | - | - | - | - | -- | -- | ---- |  | -------------------------- | --- | --- | --- | --- |
| 1    | Honduras | 12  | 6 | 4 | 0 | 2 | 9  | 5  | +4   |  | Honduras                   |     | 1-0 | 2-0 | 3-1 |
| 2    | Mexique  | 10  | 6 | 3 | 1 | 2 | 9  | 6  | +3   |  | Mexique                    | 2-1 |     | 3-0 | 2-1 |
| 3    | Jamaïque | 10  | 6 | 3 | 1 | 2 | 6  | 6  | 0    |  | Jamaïque                   | 1-0 | 1-0 |     | 3-0 |
| 4    | Canada   | 2   | 6 | 0 | 2 | 4 | 6  | 13 | -7   |  | Canada                     | 1-2 | 2-2 | 1-1 |     |

### Détails des rencontres
| 20 août 2008 | Canada        | 1 – 1 | Jamaïque        | BMO Field, Toronto                             |                                                |
| 19:30 UTC-4  | de Guzmán 47e |       | A. Williams 52e | Spectateurs : 22 000 Arbitrage : Carlos Batres | Spectateurs : 22 000 Arbitrage : Carlos Batres |
| 19:30 UTC-4  | Rapport       |       |                 | Spectateurs : 22 000 Arbitrage : Carlos Batres | Spectateurs : 22 000 Arbitrage : Carlos Batres |

| 20 août 2008 | Mexique       | 2 – 1 | Honduras    | Stade Azteca, Mexico                          |                                               |
| 20:00 UTC-5  | Pardo 73e 75e |       | de León 36e | Spectateurs : 81 100 Arbitrage : Joel Aguilar | Spectateurs : 81 100 Arbitrage : Joel Aguilar |
| 20:00 UTC-5  | Rapport       |       |             | Spectateurs : 81 100 Arbitrage : Joel Aguilar | Spectateurs : 81 100 Arbitrage : Joel Aguilar |

| 6 septembre 2008 | Mexique                               | 3 – 0 | Jamaïque | Stade Azteca, Mexico                              |                                                   |
| 17:00 UTC-5      | Guardado 3e · Arce 33e · Magallón 63e |       |          | Spectateurs : 96 000 Arbitrage : Baldomero Toledo | Spectateurs : 96 000 Arbitrage : Baldomero Toledo |
| 17:00 UTC-5      | Rapport                               |       |          | Spectateurs : 96 000 Arbitrage : Baldomero Toledo | Spectateurs : 96 000 Arbitrage : Baldomero Toledo |

| 6 septembre 2008 | Canada     | 1 – 2 | Honduras         | Stade Saputo, Montréal                          |                                                 |
| 20:00 UTC-4      | Serioux 4e |       | R. Núñez 47e 56e | Spectateurs : 13 032 Arbitrage : Walter Quesada | Spectateurs : 13 032 Arbitrage : Walter Quesada |
| 20:00 UTC-4      | Rapport    |       |                  | Spectateurs : 13 032 Arbitrage : Walter Quesada | Spectateurs : 13 032 Arbitrage : Walter Quesada |

| 10 septembre 2008 | Mexique                 | 2 – 1 | Canada    | Estadio Víctor Manuel Reyna, Tuxtla Gutiérrez |                                              |
| 20:00 UTC-5       | Bravo 59e · Márquez 73e |       | Gerba 78e | Spectateurs : 26 900 Arbitrage : Neal Brizan  | Spectateurs : 26 900 Arbitrage : Neal Brizan |
| 20:00 UTC-5       | Rapport                 |       |           | Spectateurs : 26 900 Arbitrage : Neal Brizan  | Spectateurs : 26 900 Arbitrage : Neal Brizan |

| 10 septembre 2008 | Honduras                          | 2 – 0 | Jamaïque | Estadio Olimpico Metropolitano, San Pedro Sula  |                                                 |
| 19:30 UTC-6       | R. Núñez 65e · Guevara 73e (pen.) |       |          | Spectateurs : 39 000 Arbitrage : Roberto Moreno | Spectateurs : 39 000 Arbitrage : Roberto Moreno |
| 19:30 UTC-6       | Rapport                           |       |          | Spectateurs : 39 000 Arbitrage : Roberto Moreno | Spectateurs : 39 000 Arbitrage : Roberto Moreno |

| 11 octobre 2008 | Jamaïque   | 1 – 0 | Mexique | Independence Park, Kingston                     |                                                 |
| 19:00 UTC-5     | Fuller 14e |       |         | Spectateurs : 27 000 Arbitrage : Walter Quesada | Spectateurs : 27 000 Arbitrage : Walter Quesada |
| 19:00 UTC-5     | Rapport    |       |         | Spectateurs : 27 000 Arbitrage : Walter Quesada | Spectateurs : 27 000 Arbitrage : Walter Quesada |

| 11 octobre 2008 | Honduras                                 | 3 – 1 | Canada       | Estadio Olimpico Metropolitano, San Pedro Sula |                                               |
| 19:30 UTC-6     | W. Martínez 9e · Costly 65e · Thomas 90e |       | Hainault 54e | Spectateurs : 36 000 Arbitrage : Jair Marrufo  | Spectateurs : 36 000 Arbitrage : Jair Marrufo |
| 19:30 UTC-6     | Report                                   |       |              | Spectateurs : 36 000 Arbitrage : Jair Marrufo  | Spectateurs : 36 000 Arbitrage : Jair Marrufo |

| 15 octobre 2008 | Jamaïque    | 1 – 0 | Honduras | Independence Park, Kingston                  |                                              |
| 19:00 UTC-5     | Shelton 16e |       |          | Spectateurs : 25 000 Arbitrage : Neal Brizan | Spectateurs : 25 000 Arbitrage : Neal Brizan |
| 19:00 UTC-5     | Rapport     |       |          | Spectateurs : 25 000 Arbitrage : Neal Brizan | Spectateurs : 25 000 Arbitrage : Neal Brizan |

| 15 octobre 2008 | Canada                    | 2 – 2 | Mexique                 | Stade du Commonwealth, Edmonton                    |                                                    |
| 19:00 UTC-6     | Gerba 13e · Radzinski 50e |       | Salcido 35e · Vuoso 64e | Spectateurs : 14 145 Arbitrage : Enrico Wijngaarde | Spectateurs : 14 145 Arbitrage : Enrico Wijngaarde |
| 19:00 UTC-6     | Rapport                   |       |                         | Spectateurs : 14 145 Arbitrage : Enrico Wijngaarde | Spectateurs : 14 145 Arbitrage : Enrico Wijngaarde |

| 19 novembre 2008 | Honduras         | 1 – 0 | Mexique | Estadio Olimpico Metropolitano, San Pedro Sula |                                                |
| 19:00 UTC-6      | Osorio 52e (csc) |       |         | Spectateurs : 45 000 Arbitrage : Carlos Batres | Spectateurs : 45 000 Arbitrage : Carlos Batres |
| 19:00 UTC-6      | Rapport          |       |         | Spectateurs : 45 000 Arbitrage : Carlos Batres | Spectateurs : 45 000 Arbitrage : Carlos Batres |

| 19 novembre 2008 | Jamaïque                                     | 3 – 0 | Canada | Independence Park, Kingston                   |                                               |
| 20:00 UTC-5      | Shelton 28e · King 58e (pen.) · Cummings 85e |       |        | Spectateurs : 28 000 Arbitrage : Joel Aguilar | Spectateurs : 28 000 Arbitrage : Joel Aguilar |
| 20:00 UTC-5      | Rapport                                      |       |        | Spectateurs : 28 000 Arbitrage : Joel Aguilar | Spectateurs : 28 000 Arbitrage : Joel Aguilar |

## Groupe 3[1],[5]

### Résultats
| Rang | Équipe     | Pts | J | G | N | P | Bp | Bc | Diff |  | Résultats (▼ dom., ► ext.) |     |     |     |     |
| ---- | ---------- | --- | - | - | - | - | -- | -- | ---- |  | -------------------------- | --- | --- | --- | --- |
| 1    | Costa Rica | 18  | 6 | 6 | 0 | 0 | 20 | 3  | +17  |  | Costa Rica                 |     | 1-0 | 2-0 | 7-0 |
| 2    | Salvador   | 10  | 6 | 3 | 1 | 2 | 11 | 4  | +7   |  | Salvador                   | 1-3 |     | 5-0 | 3-0 |
| 3    | Haïti      | 3   | 6 | 0 | 3 | 3 | 4  | 13 | -9   |  | Haïti                      | 1-3 | 0-0 |     | 2-2 |
| 4    | Suriname   | 2   | 6 | 0 | 2 | 4 | 4  | 19 | -15  |  | Suriname                   | 1-4 | 0-2 | 1-1 |     |

### Détails des rencontres
| 20 août 2008 | Haïti                     | 2 – 2 | Suriname          | Stade Sylvio Cator, Port-au-Prince               |                                                  |
| 17:00 UTC-5  | Bertin 90e · Brunel 90+5e |       | Christoph 31e 46e | Spectateurs : 7 800 Arbitrage : Mauricio Navarro | Spectateurs : 7 800 Arbitrage : Mauricio Navarro |
| 17:00 UTC-5  | Rapport                   |       |                   | Spectateurs : 7 800 Arbitrage : Mauricio Navarro | Spectateurs : 7 800 Arbitrage : Mauricio Navarro |

| 20 août 2008 | Costa Rica         | 1 – 0 | Salvador | Estadio Ricardo Saprissa, San José                       |                                                          |
| 20:00 UTC-6  | Saborío 49e (pen.) |       |          | Spectateurs : 27 000 Arbitrage : Marco Antonio Rodríguez | Spectateurs : 27 000 Arbitrage : Marco Antonio Rodríguez |
| 20:00 UTC-6  | Rapport            |       |          | Spectateurs : 27 000 Arbitrage : Marco Antonio Rodríguez | Spectateurs : 27 000 Arbitrage : Marco Antonio Rodríguez |

| 6 septembre 2008 | Salvador                                    | 5 – 0 | Haïti | Estadio Cuscatlán, San Salvador               |                                               |
| 19:30 UTC-6      | Zelaya 7e 24e 53e · Larios 58e · Torres 79e |       |       | Spectateurs : 21 000 Arbitrage : Jair Marrufo | Spectateurs : 21 000 Arbitrage : Jair Marrufo |
| 19:30 UTC-6      | Rapport                                     |       |       | Spectateurs : 21 000 Arbitrage : Jair Marrufo | Spectateurs : 21 000 Arbitrage : Jair Marrufo |

| 6 septembre 2008 | Costa Rica                                                                    | 7 – 0 | Suriname | Estadio Ricardo Saprissa, San José              |                                                 |
| 20:00 UTC-6      | Ledezma 9e 41e · Alpízar 47e · Alonso 78e · Borges 79e · Solís 86e · Ruiz 88e |       |          | Spectateurs : 11 000 Arbitrage : Steven Depiero | Spectateurs : 11 000 Arbitrage : Steven Depiero |
| 20:00 UTC-6      | Rapport                                                                       |       |          | Spectateurs : 11 000 Arbitrage : Steven Depiero | Spectateurs : 11 000 Arbitrage : Steven Depiero |

| 10 septembre 2008 | Suriname | 0 – 2 | Salvador                     | André Kamperveen Stadion, Paramaribo             |                                                  |
| 16:30 UTC-3       |          |       | Martin 2e · Felter 12e (csc) | Spectateurs : 4 500 Arbitrage : Benito Archundia | Spectateurs : 4 500 Arbitrage : Benito Archundia |
| 16:30 UTC-3       | Rapport  |       |                              | Spectateurs : 4 500 Arbitrage : Benito Archundia | Spectateurs : 4 500 Arbitrage : Benito Archundia |

| 10 septembre 2008 | Haïti       | 1 – 3 | Costa Rica                 | Stade Sylvio Cator, Port-au-Prince             |                                                |
| 17:00 UTC-5       | Alcénat 40e |       | Ruiz 12e 75e · Alpízar 86e | Spectateurs : 14 700 Arbitrage : Carlos Batres | Spectateurs : 14 700 Arbitrage : Carlos Batres |
| 17:00 UTC-5       | Rapport     |       |                            | Spectateurs : 14 700 Arbitrage : Carlos Batres | Spectateurs : 14 700 Arbitrage : Carlos Batres |

| 11 octobre 2008 | Suriname      | 1 – 4 | Costa Rica                                        | André Kamperveen Stadion, Paramaribo              |                                                   |
| 16:30 UTC-3     | Sandvliet 48e |       | Centeno 10e · Borges 41e · Alonso 47e · Solís 78e | Spectateurs : 3 000 Arbitrage : Courtney Campbell | Spectateurs : 3 000 Arbitrage : Courtney Campbell |
| 16:30 UTC-3     | Rapport       |       |                                                   | Spectateurs : 3 000 Arbitrage : Courtney Campbell | Spectateurs : 3 000 Arbitrage : Courtney Campbell |

| 11 octobre 2008 | Haïti   | 0 – 0 | Salvador | Stade Sylvio Cator, Port-au-Prince           |                                              |
| 17:00 UTC-5     |         |       |          | Spectateurs : 10 000 Arbitrage : Neal Brizan | Spectateurs : 10 000 Arbitrage : Neal Brizan |
| 17:00 UTC-5     | Rapport |       |          | Spectateurs : 10 000 Arbitrage : Neal Brizan | Spectateurs : 10 000 Arbitrage : Neal Brizan |

| 15 octobre 2008 | Costa Rica             | 2 – 0 | Haïti | Estadio Ricardo Saprissa, San José              |                                                 |
| 20:00 UTC-6     | Díaz 16e · Núñez 90+2e |       |       | Spectateurs : 5 500 Arbitrage : Ricardo Salazar | Spectateurs : 5 500 Arbitrage : Ricardo Salazar |
| 20:00 UTC-6     | Rapport                |       |       | Spectateurs : 5 500 Arbitrage : Ricardo Salazar | Spectateurs : 5 500 Arbitrage : Ricardo Salazar |

| 15 octobre 2008 | Salvador                                       | 3 – 0 | Suriname | Estadio Cuscatlán, San Salvador                |                                                |
| 20:00 UTC-6     | Zelaya 8e · Quintanilla 27e · Garden 81e (csc) |       |          | Spectateurs : 20 000 Arbitrage : Carlos Batres | Spectateurs : 20 000 Arbitrage : Carlos Batres |
| 20:00 UTC-6     | Rapport                                        |       |          | Spectateurs : 20 000 Arbitrage : Carlos Batres | Spectateurs : 20 000 Arbitrage : Carlos Batres |

| 19 novembre 2008 | Suriname      | 1 – 1 | Haïti           | André Kamperveen Stadion, Paramaribo                  |                                                       |
| 16:30 UTC-3      | Christoph 40e |       | Saint-Preux 28e | Spectateurs : 800 Arbitrage : Marco Antonio Rodríguez | Spectateurs : 800 Arbitrage : Marco Antonio Rodríguez |
| 16:30 UTC-3      | Rapport       |       |                 | Spectateurs : 800 Arbitrage : Marco Antonio Rodríguez | Spectateurs : 800 Arbitrage : Marco Antonio Rodríguez |

| 19 novembre 2008 | Salvador     | 1 – 3 | Costa Rica                    | Estadio Cuscatlán, San Salvador                  |                                                  |
| 19:30 UTC-6      | Corrales 18e |       | Myrie 24e 90e · Fernández 30e | Spectateurs : 20 000 Arbitrage : Silviu Petrescu | Spectateurs : 20 000 Arbitrage : Silviu Petrescu |
| 19:30 UTC-6      | Rapport      |       |                               | Spectateurs : 20 000 Arbitrage : Silviu Petrescu | Spectateurs : 20 000 Arbitrage : Silviu Petrescu |